# ما حدا لحدا (ألبوم)
ما حدا لحدا هو أحد ألبومات المطربة نجوى كرم وصدر في عام 1997 و اشرف على الالبوم موسيقيا الفنان السعودي رابح صقر وقد احتوى الألبوم على سبع أغاني.

## الأغاني
1. الحلو
2. التحدي
3. بجرب إنسى
4. بدي منجم
5. بتوثق فيي
6. حبيب الزين
7. ما حدا لحدا